# Tournoi masculin de handball aux Jeux olympiques d'été de 2024
Cet article concerne l'épreuve masculine. Pour la compétition féminine, voir Tournoi féminin de handball aux Jeux olympiques d'été de 2024.
Navigation
Tokyo 2020 Los Angeles 2028
Le tournoi masculin de handball aux Jeux olympiques d'été de 2024 se tient à Paris, en France, du 27 juillet au 11 août 2024. Il s'agit de la quatorzième édition de ce tournoi depuis l'apparition officielle du handball au sein du programme olympique lors des Jeux de 1972 ayant eu lieu à Munich.
Les fédérations affiliées à la IHF participent par le biais de leur équipe masculine aux épreuves de qualification. Onze équipes rejoignent ainsi la France, tenante du titre et nation hôte de la compétition, pour s'affronter lors du tournoi final.

## Présentation de l'événement

### Lieux
Deux sites sont utilisés pour la compétition :
- le tour préliminaire a lieu à Arena Paris Sud 6, un hall du parc des expositions de la porte de Versailles à Paris
- la phase finale a lieu au Stade Pierre-Mauroy à Villeneuve-d'Ascq, dans la Métropole européenne de Lille.

### Modalités
Les douze nations qualifiées sont réparties en deux groupes composés chacun de six équipes. Après la phase de poule, les quatre premières équipes de chaque groupe se qualifient pour un tour à élimination directe jusqu'à la finale.
Si à l'issue des rencontres des différents groupes, deux ou plusieurs équipes se retrouvent avec un nombre égal de points, le classement s'effectue selon les critères suivants :
1. les résultats des équipes directement impliquées, en fonction des points
2. la différence de buts entre les buts marqués et les buts encaissés des équipes directement impliquées
3. le plus grand nombre de buts marqués dans les matchs entre les équipes.
4. la différence de buts de tous les matchs par voie de soustraction
5. le plus grand nombre de buts marqués de tous les matchs.
6. un tirage au sort procédé par le représentant officiel de l'IHF présent sur le lieu du match

Pour déterminer le classement final :
- Les perdants des quarts de finale sont classés aux places 5 à 8 selon les critères d'évaluation suivants[IHF 2] : 
  1. le classement du tour préliminaire ;
  2. le nombre de points gagnés au tour préliminaire ;
  3. la différence de buts de toutes les rencontres du tour préliminaire ;
  4. le plus grand nombre de buts marqués lors du tour préliminaire ;
  5. un tirage au sort.
- Les équipes classées 5e (respectivement 6e) de chaque groupe de tour préliminaire seront classées aux places 9 et 10 (respectivement 11 et 12). Ces places seront déterminées par calcul selon les critères d'évaluation suivants[IHF 3] :
  1. le nombre de points gagnés ;
  2. la différence de buts de toutes les rencontres ;
  3. le plus grand nombre de buts marqués ;
  4. un tirage au sort.

## Acteurs du tournoi

### Équipes qualifiées
Chaque Comité national olympique peut engager une seule équipe dans la compétition.
Les épreuves qualificatives du tournoi masculin de handball des Jeux olympiques se déroulent du 11 janvier 2023 au 17 mars 2024 avec trois tournois de qualification olympique : les équipes peuvent se qualifier via le championnat du monde, les championnats continentaux et les TQO.
| Compétition                                  | Date                       | Lieu      | Place(s)  | Qualifiés          |
| -------------------------------------------- | -------------------------- | --------- | --------- | ------------------ |
| Pays organisateur                            | 13 septembre 2017          | Lima      | 1         | France             |
| Championnat du monde 2023                    | 11 au 29 janvier 2023      | /         | 1         | Danemark           |
| Tournoi asiatique de qualification olympique | 18-28 octobre 2023         | Qatar     | 1         | Japon              |
| Jeux panaméricains 2023                      | 30 oct. au 4 novembre 2023 | Chili     | 1         | Argentine          |
| Championnat d'Europe 2024                    | 10 au 28 janvier 2024      | Allemagne | 1         | Suède              |
| Championnat d'Afrique 2024                   | 17 au 27 janvier 2024      | Égypte    | 1         | Égypte             |
| Tournoi mondial de qualification olympique 1 | 14 au 17 mars 2024         | Espagne   | 2         | Espagne, Slovénie  |
| Tournoi mondial de qualification olympique 2 | 14 au 17 mars 2024         | Allemagne | 2         | Croatie, Allemagne |
| Tournoi mondial de qualification olympique 3 | 14 au 17 mars 2024         | Hongrie   | 2         | Norvège, Hongrie   |
| Total                                        | Total                      | Total     | 12 places | 12 places          |

Sur les douze nations qualifiées, neuf sont européennes comme à Londres en 2012 ou Athènes en 2004, l'Afrique, l'Asie et les Amériques n'ayant qu'un seul représentant.

### Arbitres
La liste des seize paires de juge-arbitres, commune aux tournois masculin et féminin, est dévoilée le 26 avril 2024 :
- Youcef Belkhiri, Sid Ali Hamidi
- Tanja Kuttler, Maike Merz
- Robert Schulze, Tobias Tönnies
- María Paolantoni, Mariana García
- Amar et Dino Konjičanin
- Mads Hansen, Jesper Madsen
- Ignacio García, Andreu Marín
- Charlotte et Julie Bonaventura
- Ádám Bíró, Olivér Kiss
- Gjorgji Nachevski, Slave Nikolov
- Ivan Pavićević, Miloš Ražnatović
- Håvard Kleven, Lars Jørum
- Bojan Lah, David Sok
- Mirza Kurtagic, Mattias Wetterwik
- Arthur Brunner, Morad Salah
- Václav Horáček, Jiří Novotný

### Joueurs
Chaque équipe est composée de 14 joueurs. Pendant la compétition, toutes les équipes sont autorisées à :
- remplacer un joueur par tout autre joueur de la longue liste et de la liste des inscriptions provisoires de l'IHF (« liste des 35 ») jusqu'aux quarts de finale ;
- remplacer une fois le gardien de but par un autre gardien de but de la longue liste et de la liste des inscriptions provisoires de l'IHF (« liste des 35 ») jusqu'à la finale ;
- remplacer un joueur par un athlète remplaçant (accrédité « Ap ») jusqu'à la finale.

Dans tous les cas, le joueur remplacé ne peut pas revenir dans la liste de l'équipe. Le remplacement d’un joueur doit être annoncé un jour avant le match concerné.

## Compétition

### Pots pour le tirage au sort
Les équipes qualifiées sont réparties dans six pots suivant leurs motifs de qualification,.
| Pot 1            | Pot 2           | Pot 3             | Pot 4           | Pot 5        | Pot 6           |
| ---------------- | --------------- | ----------------- | --------------- | ------------ | --------------- |
| Danemark Espagne | Croatie Norvège | Hongrie Allemagne | Slovénie France | Suède Égypte | Argentine Japon |

À noter que le pays organisateur, la France, a le droit de choisir son groupe préliminaire au sein de son pot qui est la dernier à être tiré au sort. Le tirage au sort a eu lieu le 16 avril 2024 à la Maison du Handball à Créteil,.

### Calendrier
| P | Phase de groupes | ¼ | Quarts de finale | ½ | Demi-finales | F | Finales |

| Compétition↓/Date → | 25 | 26 | 27 | 28 | 29 | 30 | 31 | 1 | 2 | 3 | 4 | 5 | 6 | 7 | 8 | 9 | 10 | 11 |
| ------------------- | -- | -- | -- | -- | -- | -- | -- | - | - | - | - | - | - | - | - | - | -- | -- |
| Hommes              |    |    | P  |    | P  |    | P  |   | P |   | P |   |   | ¼ |   | ½ |    | F  |

### Phase de groupes

#### Groupe A
|   | Équipe    | Pts | J | G | N | P | Bp  | Bc  | Diff | Dép |
| - | --------- | --- | - | - | - | - | --- | --- | ---- | --- |
| 1 | Allemagne | 8   | 5 | 4 | 0 | 1 | 162 | 144 | 18   | /   |
| 2 | Slovénie  | 6   | 5 | 3 | 0 | 2 | 140 | 142 | -2   | +2  |
| 3 | Espagne   | 6   | 5 | 3 | 0 | 2 | 151 | 148 | 3    | 0   |
| 4 | Suède     | 6   | 5 | 3 | 0 | 2 | 158 | 139 | 19   | -2  |
| 5 | Croatie   | 4   | 5 | 2 | 0 | 3 | 148 | 156 | -8   | /   |
| 6 | Japon     | 0   | 5 | 0 | 0 | 5 | 143 | 173 | -30  | /   |

|  | Qualifié pour les quarts de finale                                                                              |
|  | Éliminé |
|  | Pts points ; Matchs J joués, G gagnés, N nuls, P perdus Bp buts pour ; Bc buts contre ; Diff différence de buts |

| 27 juillet 2024 9h00 | Espagne       | 25 – 22      | Slovénie      | Arena Paris Sud 6, Paris Affluence : 5 776 Arbitrage : C. & J. Bonaventura |
| 27 juillet 2024 9h00 | Aleix Gómez 7 | (8 - 12)     | Dean Bombač 5 | Arena Paris Sud 6, Paris Affluence : 5 776 Arbitrage : C. & J. Bonaventura |
| 27 juillet 2024 9h00 | ×3            | Olympics IHF | ×5            | Arena Paris Sud 6, Paris Affluence : 5 776 Arbitrage : C. & J. Bonaventura |

| 27 juillet 2024 14h00 | Croatie               | 30 – 29      | Japon              | Arena Paris Sud 6, Paris Affluence : 5 749 Arbitrage : Kleven, Jørum |
| 27 juillet 2024 14h00 | Mario Šoštarić (en) 6 | (13-18)      | Kosuke Yasuhura 10 | Arena Paris Sud 6, Paris Affluence : 5 749 Arbitrage : Kleven, Jørum |
| 27 juillet 2024 14h00 | ×3                    | Olympics IHF | ×4                 | Arena Paris Sud 6, Paris Affluence : 5 749 Arbitrage : Kleven, Jørum |

| 27 juillet 2024 19h00 | Allemagne       | 30 – 27      | Suède          | Arena Paris Sud 6, Paris Affluence : 5 739 Arbitrage : Hansen, Madsen |
| 27 juillet 2024 19h00 | Renārs Uščins 8 | (12-11)      | Hampus Wanne 8 | Arena Paris Sud 6, Paris Affluence : 5 739 Arbitrage : Hansen, Madsen |
| 27 juillet 2024 19h00 | ×1              | Olympics IHF | ×2             | Arena Paris Sud 6, Paris Affluence : 5 739 Arbitrage : Hansen, Madsen |

| 29 juillet 2024 9h00 | Japon            | 26 – 37      | Allemagne       | Arena Paris Sud 6, Paris Arbitrage : Bíró, Kiss |
| 29 juillet 2024 9h00 | Naoki Fujisaka 6 | (10-21)      | Renārs Uščins 7 | Arena Paris Sud 6, Paris Arbitrage : Bíró, Kiss |
| 29 juillet 2024 9h00 | ×3               | Olympics IHF | ×1              | Arena Paris Sud 6, Paris Arbitrage : Bíró, Kiss |

| 29 juillet 2024 11h00 | Slovénie          | 31 – 29      | Croatie         | Arena Paris Sud 6, Paris Affluence : 5 767 Arbitrage : Nachevski, Nikolov |
| 29 juillet 2024 11h00 | Vlah (en), Janc 8 | (13-13)      | trois joueurs 5 | Arena Paris Sud 6, Paris Affluence : 5 767 Arbitrage : Nachevski, Nikolov |
| 29 juillet 2024 11h00 | ×1 ×5             | Olympics IHF | ×1 ×8 ×1        | Arena Paris Sud 6, Paris Affluence : 5 767 Arbitrage : Nachevski, Nikolov |

| 29 juillet 2024 16h00 | Suède           | 29 – 26      | Espagne            | Arena Paris Sud 6, Paris Arbitrage : Horáček, Novotný |
| 29 juillet 2024 16h00 | trois joueurs 5 | (18-15)      | Daniel Fernández 7 | Arena Paris Sud 6, Paris Arbitrage : Horáček, Novotný |
| 29 juillet 2024 16h00 | ×1 ×4           | Olympics IHF | ×1 ×5              | Arena Paris Sud 6, Paris Arbitrage : Horáček, Novotný |

| 31 juillet 2024 11h00 | Croatie           | 31 – 26      | Allemagne        | Arena Paris Sud 6, Paris Affluence : 5 774 Arbitrage : Horáček, Novotný |
| 31 juillet 2024 11h00 | Ivan Martinović 9 | (15-13)      | Johannes Golla 8 | Arena Paris Sud 6, Paris Affluence : 5 774 Arbitrage : Horáček, Novotný |
| 31 juillet 2024 11h00 | ×1 ×5 ×1          | Olympics IHF | ×0               | Arena Paris Sud 6, Paris Affluence : 5 774 Arbitrage : Horáček, Novotný |

| 31 juillet 2024 14h00 | Espagne            | 37 – 33      | Japon                | Arena Paris Sud 6, Paris Affluence : 5 813 Arbitrage : Pavićević, Ražnatović |
| 31 juillet 2024 14h00 | Kauldi Odriozola 6 | (20-18)      | Fujisaka, Yasuhira 7 | Arena Paris Sud 6, Paris Affluence : 5 813 Arbitrage : Pavićević, Ražnatović |
| 31 juillet 2024 14h00 | ×1                 | Olympics IHF | ×1                   | Arena Paris Sud 6, Paris Affluence : 5 813 Arbitrage : Pavićević, Ražnatović |

| 31 juillet 2024 16h00 | Slovénie     | 29 – 24      | Suède            | Arena Paris Sud 6, Paris Arbitrage : Brunner, Salah |
| 31 juillet 2024 16h00 | Blaž Janc 10 | (15-14)      | Hampus Wanne 6   | Arena Paris Sud 6, Paris Arbitrage : Brunner, Salah |
| 31 juillet 2024 16h00 | ×1 ×4 ×1*    | Olympics IHF | ×1 ×3 ×1dont ×1* | Arena Paris Sud 6, Paris Arbitrage : Brunner, Salah |

* Disqualification pour Blaž Blagotinšek à la 39 min 3 s et disqualification avec rapport (carton bleu) pour Jim Gottfridsson à la 36 min 38 s.
| 2 août 2024 14h00 | Croatie           | 27 – 38      | Suède          | Arena Paris Sud 6, Paris Affluence : 5 774 Arbitrage : C. & J. Bonaventura |
| 2 août 2024 14h00 | Ivan Martinović 8 | (15-18)      | Lucas Pellas 9 | Arena Paris Sud 6, Paris Affluence : 5 774 Arbitrage : C. & J. Bonaventura |
| 2 août 2024 14h00 | ×1* ×4            | Olympics IHF | ×3             | Arena Paris Sud 6, Paris Affluence : 5 774 Arbitrage : C. & J. Bonaventura |

*1 carton jaune pour le banc de touche
| 2 août 2024 16h00 | Allemagne       | 33 – 31      | Espagne        | Arena Paris Sud 6, Paris Arbitrage : Nachevski, Nikolov |
| 2 août 2024 16h00 | Renārs Uščins 8 | (20-18)      | Aleix Gómez 10 | Arena Paris Sud 6, Paris Arbitrage : Nachevski, Nikolov |
| 2 août 2024 16h00 | ×5              | Olympics IHF | ×3             | Arena Paris Sud 6, Paris Arbitrage : Nachevski, Nikolov |

| 2 août 2024 19h00 | Japon             | 28 – 29      | Slovénie           | Arena Paris Sud 6, Paris Affluence : 5 652 Arbitrage : Hansen, Madsen |
| 2 août 2024 19h00 | Kosuke Yasuhira 8 | (15-15)      | Aleks Vlah (en) 14 | Arena Paris Sud 6, Paris Affluence : 5 652 Arbitrage : Hansen, Madsen |
| 2 août 2024 19h00 | ×7                | Olympics IHF | ×1 ×3              | Arena Paris Sud 6, Paris Affluence : 5 652 Arbitrage : Hansen, Madsen |

| 4 août 2024 9h00 | Suède                | 40 – 27      | Japon           | Arena Paris Sud 6, Paris Affluence : 5 808 Arbitrage : Schulze, Tönnies |
| 4 août 2024 9h00 | Sebastian Karlsson 6 | (16-9)       | Naoki Sugioka 9 | Arena Paris Sud 6, Paris Affluence : 5 808 Arbitrage : Schulze, Tönnies |
| 4 août 2024 9h00 | ×2                   | Olympics IHF | ×2              | Arena Paris Sud 6, Paris Affluence : 5 808 Arbitrage : Schulze, Tönnies |

| 4 août 2024 14h00 | Allemagne    | 36 – 29      | Slovénie          | Arena Paris Sud 6, Paris Affluence : 5 685 Arbitrage : Jørum, Kleven |
| 4 août 2024 14h00 | Kai Häfner 7 | (23-14)      | Kristjan Horžen 7 | Arena Paris Sud 6, Paris Affluence : 5 685 Arbitrage : Jørum, Kleven |
| 4 août 2024 14h00 | ×1           | Olympics IHF | ×1                | Arena Paris Sud 6, Paris Affluence : 5 685 Arbitrage : Jørum, Kleven |

| 4 août 2024 21h00 | Espagne            | 32 – 31      | Croatie              | Arena Paris Sud 6, Paris Affluence : 5 723 Arbitrage : Horáček, Novotný |
| 4 août 2024 21h00 | Javier Rodríguez 6 | (20-15)      | Luka Lovre Klarica 7 | Arena Paris Sud 6, Paris Affluence : 5 723 Arbitrage : Horáček, Novotný |
| 4 août 2024 21h00 | ×2                 | Olympics IHF | ×1* ×6               | Arena Paris Sud 6, Paris Affluence : 5 723 Arbitrage : Horáček, Novotný |

*1 carton jaune pour le banc de touche

#### Groupe B
|   | Équipe      | Pts | J | G | N | P | Bp  | Bc  | Diff |
| - | ----------- | --- | - | - | - | - | --- | --- | ---- |
| 1 | Danemark    | 10  | 5 | 5 | 0 | 0 | 165 | 133 | 32   |
| 2 | Égypte      | 7   | 5 | 3 | 1 | 1 | 148 | 140 | 8    |
| 3 | Norvège     | 6   | 5 | 3 | 0 | 2 | 139 | 136 | 3    |
| 4 | France T,PO | 5   | 5 | 2 | 1 | 2 | 129 | 131 | -2   |
| 5 | Hongrie     | 2   | 5 | 1 | 0 | 4 | 137 | 138 | -1   |
| 6 | Argentine   | 0   | 5 | 0 | 0 | 5 | 131 | 171 | -40  |

|  | Qualifié pour les quarts de finale                                                                              |
|  | Éliminé |
|  | Pts points ; Matchs J joués, G gagnés, N nuls, P perdus Bp buts pour ; Bc buts contre ; Diff différence de buts |

| 27 juillet 2024 11h00 | Hongrie           | 32 – 35      | Égypte       | Arena Paris Sud 6, Paris Affluence : 5 776 Arbitrage : Nachevski, Nikolov |
| 27 juillet 2024 11h00 | Bence Imre (en) 7 | (15 - 19)    | Adel, Omar 9 | Arena Paris Sud 6, Paris Affluence : 5 776 Arbitrage : Nachevski, Nikolov |
| 27 juillet 2024 11h00 | ×2                | Olympics IHF | ×1 ×2        | Arena Paris Sud 6, Paris Affluence : 5 776 Arbitrage : Nachevski, Nikolov |

| 27 juillet 2024 16h00 | Norvège                | 36 – 31 | Argentine       | Arena Paris Sud 6, Paris Affluence : 5 749 Arbitrage : Horáček, Novotný |
| 27 juillet 2024 16h00 | Tobias Grøndahl (en) 8 | (22-15) | Diego Simonet 5 | Arena Paris Sud 6, Paris Affluence : 5 749 Arbitrage : Horáček, Novotný |
| 27 juillet 2024 16h00 | Olympics IHF           |         |                 | Arena Paris Sud 6, Paris Affluence : 5 749 Arbitrage : Horáček, Novotný |

| 27 juillet 2024 21h00 | Danemark           | 37 – 29      | France        | Arena Paris Sud 6, Paris Affluence : 5 739 Arbitrage : Schulze, Tönnies |
| 27 juillet 2024 21h00 | Gidsel, Pytlick 11 | (18-17)      | Hugo Descat 7 | Arena Paris Sud 6, Paris Affluence : 5 739 Arbitrage : Schulze, Tönnies |
| 27 juillet 2024 21h00 | ×1                 | Olympics IHF | ×1 ×4         | Arena Paris Sud 6, Paris Affluence : 5 739 Arbitrage : Schulze, Tönnies |

| 29 juillet 2024 14h00 | Égypte          | 27 – 30      | Danemark            | Arena Paris Sud 6, Paris Affluence : 5 764 Arbitrage : Lah, Sok |
| 29 juillet 2024 14h00 | trois joueurs 5 | (9-19)       | Gidsel, Arnoldsen 8 | Arena Paris Sud 6, Paris Affluence : 5 764 Arbitrage : Lah, Sok |
| 29 juillet 2024 14h00 | ×1 ×3           | Olympics IHF | ×1 ×3               | Arena Paris Sud 6, Paris Affluence : 5 764 Arbitrage : Lah, Sok |

| 29 juillet 2024 19h00 | France      | 22 – 27      | Norvège           | Arena Paris Sud 6, Paris Affluence : 5 602 Arbitrage : García, Marín |
| 29 juillet 2024 19h00 | Dika Mem 10 | (11-16)      | Alexander Blonz 7 | Arena Paris Sud 6, Paris Affluence : 5 602 Arbitrage : García, Marín |
| 29 juillet 2024 19h00 | ×1          | Olympics IHF | ×2                | Arena Paris Sud 6, Paris Affluence : 5 602 Arbitrage : García, Marín |

| 29 juillet 2024 21h00 | Argentine       | 25 – 35      | Hongrie      | Arena Paris Sud 6, Paris Affluence : 5 602 Arbitrage : Schulze, Tönnies |
| 29 juillet 2024 21h00 | Pablo Simonet 5 | (12-17)      | Bence Imre 7 | Arena Paris Sud 6, Paris Affluence : 5 602 Arbitrage : Schulze, Tönnies |
| 29 juillet 2024 21h00 | ×4 ×2           | Olympics IHF | ×3           | Arena Paris Sud 6, Paris Affluence : 5 602 Arbitrage : Schulze, Tönnies |

| 31 juillet 2024 9h00 | Norvège           | 26 – 25      | Hongrie         | Arena Paris Sud 6, Paris Affluence : 5 772 Arbitrage : Lah, Sok |
| 31 juillet 2024 9h00 | Alexander Blonz 9 | (11-13)      | trois joueurs 6 | Arena Paris Sud 6, Paris Affluence : 5 772 Arbitrage : Lah, Sok |
| 31 juillet 2024 9h00 | ×4                | Olympics IHF | ×3              | Arena Paris Sud 6, Paris Affluence : 5 772 Arbitrage : Lah, Sok |

| 31 juillet 2024 19h00 | France             | 26 – 26      | Égypte       | Arena Paris Sud 6, Paris Affluence : 5 780 Arbitrage : Kurtagic, Wetterwik |
| 31 juillet 2024 19h00 | Ludovic Fabregas 5 | (11-15)      | Yahia Omar 8 | Arena Paris Sud 6, Paris Affluence : 5 780 Arbitrage : Kurtagic, Wetterwik |
| 31 juillet 2024 19h00 | ×3                 | Olympics IHF | ×2           | Arena Paris Sud 6, Paris Affluence : 5 780 Arbitrage : Kurtagic, Wetterwik |

| 31 juillet 2024 21h00 | Danemark          | 38 – 27   | Argentine       | Arena Paris Sud 6, Paris Affluence : 5 780 Arbitrage : Belkhiri, Hamidi |
| 31 juillet 2024 21h00 | Mathias Gidsel 13 | (19 - 14) | trois joueurs 5 | Arena Paris Sud 6, Paris Affluence : 5 780 Arbitrage : Belkhiri, Hamidi |
| 31 juillet 2024 21h00 | Olympics IHF      |           |                 | Arena Paris Sud 6, Paris Affluence : 5 780 Arbitrage : Belkhiri, Hamidi |

| 2 août 2024 9h00 | Hongrie      | 25 – 28      | Danemark         | Arena Paris Sud 6, Paris Affluence : 5 764 Arbitrage : García, Marín |
| 2 août 2024 9h00 | Zoran Ilić 5 | (14-16)      | Mathias Gidsel 8 | Arena Paris Sud 6, Paris Affluence : 5 764 Arbitrage : García, Marín |
| 2 août 2024 9h00 | ×6           | Olympics IHF | ×1               | Arena Paris Sud 6, Paris Affluence : 5 764 Arbitrage : García, Marín |

| 2 août 2024 11h00 | Argentine      | 21 – 28      | France        | Arena Paris Sud 6, Paris Affluence : 5 764 Arbitrage : Pavićević, Ražnatović |
| 2 août 2024 11h00 | James Parker 7 | (8-15)       | Hugo Descat 8 | Arena Paris Sud 6, Paris Affluence : 5 764 Arbitrage : Pavićević, Ražnatović |
| 2 août 2024 11h00 | ×4             | Olympics IHF | ×1            | Arena Paris Sud 6, Paris Affluence : 5 764 Arbitrage : Pavićević, Ražnatović |

| 2 août 2024 21h00 | Norvège           | 25 – 26      | Égypte       | Arena Paris Sud 6, Paris Affluence : 5 652 Arbitrage : Schulze, Tönnies |
| 2 août 2024 21h00 | Harald Reinkind 7 | (13-14)      | Yahia Omar 7 | Arena Paris Sud 6, Paris Affluence : 5 652 Arbitrage : Schulze, Tönnies |
| 2 août 2024 21h00 | ×2                | Olympics IHF | ×2           | Arena Paris Sud 6, Paris Affluence : 5 652 Arbitrage : Schulze, Tönnies |

| 4 août 2024 11h00 | Égypte              | 34 – 27      | Argentine          | Arena Paris Sud 6, Paris Affluence : 5 808 Arbitrage : Bíró, Kiss |
| 4 août 2024 11h00 | S. El-Deraa, Zein 6 | (14-15)      | Federico Pizarro 6 | Arena Paris Sud 6, Paris Affluence : 5 808 Arbitrage : Bíró, Kiss |
| 4 août 2024 11h00 | ×4                  | Olympics IHF | ×1                 | Arena Paris Sud 6, Paris Affluence : 5 808 Arbitrage : Bíró, Kiss |

| 4 août 2024 16h00 | Hongrie           | 20 – 24      | France         | Arena Paris Sud 6, Paris Affluence : 5 685 Arbitrage : Hansen, Madsen |
| 4 août 2024 16h00 | Bence Imre (en) 6 | (8-11)       | Raoul Prandi 7 | Arena Paris Sud 6, Paris Affluence : 5 685 Arbitrage : Hansen, Madsen |
| 4 août 2024 16h00 |                   | Olympics IHF | ×1 ×2          | Arena Paris Sud 6, Paris Affluence : 5 685 Arbitrage : Hansen, Madsen |

| 4 août 2024 19h00 | Danemark        | 32 – 25      | Norvège           | Arena Paris Sud 6, Paris Affluence : 5 723 Arbitrage : Nachevski, Nikolov |
| 4 août 2024 19h00 | Simon Pytlick 9 | (17-12)      | Harald Reinkind 6 | Arena Paris Sud 6, Paris Affluence : 5 723 Arbitrage : Nachevski, Nikolov |
| 4 août 2024 19h00 | ×2 ×3           | Olympics IHF | ×4                | Arena Paris Sud 6, Paris Affluence : 5 723 Arbitrage : Nachevski, Nikolov |

### Phase finale
|  | Quarts de finale   | Quarts de finale   |                    |                    | Demi-finales           | Demi-finales           |    |  | Finale              | Finale              |
|  | Quarts de finale   | Quarts de finale   |                    |                    | Demi-finales           | Demi-finales           |    |  | Finale              | Finale              |
|  |                    |                    |                    |                    |                        |                        |    |  |                     |                     |
|  | 7 août 2024, 13h30 | 7 août 2024, 13h30 |                    |                    | 9 août 2024, 16h30     | 9 août 2024, 16h30     |    |  | 11 août 2024, 13h30 | 11 août 2024, 13h30 |
|  | 7 août 2024, 13h30 | 7 août 2024, 13h30 |                    |                    | 9 août 2024, 16h30     | 9 août 2024, 16h30     |    |  | 11 août 2024, 13h30 | 11 août 2024, 13h30 |
|  | [A1] Allemagne     | 35ap               |                    |                    | 9 août 2024, 16h30     | 9 août 2024, 16h30     |    |  | 11 août 2024, 13h30 | 11 août 2024, 13h30 |
|  | [A1] Allemagne     | 35ap               |                    |                    | 9 août 2024, 16h30     | 9 août 2024, 16h30     |    |  | 11 août 2024, 13h30 | 11 août 2024, 13h30 |
|  | [B4] France        | 34                 |                    |                    | 9 août 2024, 16h30     | 9 août 2024, 16h30     |    |  | 11 août 2024, 13h30 | 11 août 2024, 13h30 |
|  | [B4] France        | 34                 | Allemagne          | 25                 |                        |                        |    |  | 11 août 2024, 13h30 | 11 août 2024, 13h30 |
|  | 7 août 2024, 9h30  |                    | Allemagne          | 25                 |                        |                        |    |  | 11 août 2024, 13h30 | 11 août 2024, 13h30 |
|  |                    | Espagne            | 24                 |                    |                        |                        |    |  | 11 août 2024, 13h30 | 11 août 2024, 13h30 |
|  | [A3] Espagne       | Espagne            | 24                 | 29ap               |                        |                        |    |  | 11 août 2024, 13h30 | 11 août 2024, 13h30 |
|  | [A3] Espagne       |                    |                    | 29ap               |                        |                        |    |  | 11 août 2024, 13h30 | 11 août 2024, 13h30 |
|  | [B2] Égypte        | 28                 |                    |                    |                        |                        |    |  | 11 août 2024, 13h30 | 11 août 2024, 13h30 |
|  | [B2] Égypte        | 28                 | Allemagne          | 26                 |                        |                        |    |  |                     |                     |
|  | 7 août 2024, 21h30 |                    | Allemagne          | 26                 |                        |                        |    |  |                     |                     |
|  |                    | Danemark           | 39                 |                    |                        |                        |    |  |                     |                     |
|  | [B3] Norvège       | Danemark           | 39                 | 28                 |                        |                        |    |  |                     |                     |
|  | [B3] Norvège       | 9 août 2024, 21h30 |                    | 28                 |                        |                        |    |  |                     |                     |
|  | [A2] Slovénie      | 33                 |                    |                    |                        |                        |    |  |                     |                     |
|  | [A2] Slovénie      | 33                 | Slovénie           | 30                 |                        |                        |    |  |                     |                     |
|  | 7 août 2024, 17h30 | 7 août 2024, 17h30 | Slovénie           | 30                 | Match pour la 3e place | Match pour la 3e place |    |  |                     |                     |
|  | 7 août 2024, 17h30 | 7 août 2024, 17h30 |                    | Danemark           | Match pour la 3e place | Match pour la 3e place | 31 |  |                     |                     |
|  | [B1] Danemark      | 32                 | 11 août 2024, 9h00 | 11 août 2024, 9h00 |                        |                        | 31 |  |                     |                     |
|  | [B1] Danemark      | 32                 | 11 août 2024, 9h00 | 11 août 2024, 9h00 |                        |                        |    |  |                     |                     |
|  | [A4] Suède         | 31                 |                    | Espagne            | 23                     |                        |    |  |                     |                     |
|  | [A4] Suède         | 31                 |                    | Espagne            | 23                     |                        |    |  |                     |                     |
|  |                    |                    |                    |                    |                        |                        |    |  | Slovénie            | 22                  |
|  |                    |                    |                    |                    |                        |                        |    |  | Slovénie            | 22                  |

#### Quarts de finale
| 7 août 2024 9h30 | Espagne       | 29 – 28 (ap)  | Égypte           | Stade Pierre-Mauroy, Villeneuve-d'Ascq Affluence : 25 697 Arbitrage : Horáček, Novotný |
| 7 août 2024 9h30 | Aleix Gómez 9 | (8-12, 25-25) | Yehia El-Deraa 8 | Stade Pierre-Mauroy, Villeneuve-d'Ascq Affluence : 25 697 Arbitrage : Horáček, Novotný |
| 7 août 2024 9h30 | Prol. : 4-3   |               |                  | Stade Pierre-Mauroy, Villeneuve-d'Ascq Affluence : 25 697 Arbitrage : Horáček, Novotný |
| 7 août 2024 9h30 | ×2            | Olympics IHF  | ×5               | Stade Pierre-Mauroy, Villeneuve-d'Ascq Affluence : 25 697 Arbitrage : Horáček, Novotný |

| 7 août 2024 13h30 | Allemagne        | 35 – 34 (ap)   | France      | Stade Pierre-Mauroy, Villeneuve-d'Ascq Affluence : 27 014 Arbitrage : Hansen, Madsen |
| 7 août 2024 13h30 | Renārs Uščins 14 | (14-17, 29-29) | Dika Mem 10 | Stade Pierre-Mauroy, Villeneuve-d'Ascq Affluence : 27 014 Arbitrage : Hansen, Madsen |
| 7 août 2024 13h30 | Prol. : 6-5      |                |             | Stade Pierre-Mauroy, Villeneuve-d'Ascq Affluence : 27 014 Arbitrage : Hansen, Madsen |
| 7 août 2024 13h30 | ×2               | Olympics IHF   | ×1 ×5       | Stade Pierre-Mauroy, Villeneuve-d'Ascq Affluence : 27 014 Arbitrage : Hansen, Madsen |

| 7 août 2024 17h30 | Danemark        | 32 – 31      | Suède              | Stade Pierre-Mauroy, Villeneuve-d'Ascq Affluence : 26 449 Arbitrage : C. et J. Bonaventura |
| 7 août 2024 17h30 | Simon Pytlick 9 | (16-16)      | Felix Claar (en) 7 | Stade Pierre-Mauroy, Villeneuve-d'Ascq Affluence : 26 449 Arbitrage : C. et J. Bonaventura |
| 7 août 2024 17h30 | ×1 ×4           | Olympics IHF | ×2 ×3              | Stade Pierre-Mauroy, Villeneuve-d'Ascq Affluence : 26 449 Arbitrage : C. et J. Bonaventura |

| 7 août 2024 21h30 | Norvège           | 28 – 33      | Slovénie           | Stade Pierre-Mauroy, Villeneuve-d'Ascq Affluence : 26 406 Arbitrage : García, Marín |
| 7 août 2024 21h30 | Alexander Blonz 7 | (12-16)      | Aleks Vlah (en) 11 | Stade Pierre-Mauroy, Villeneuve-d'Ascq Affluence : 26 406 Arbitrage : García, Marín |
| 7 août 2024 21h30 | ×4                | Olympics IHF | ×1                 | Stade Pierre-Mauroy, Villeneuve-d'Ascq Affluence : 26 406 Arbitrage : García, Marín |

#### Demi-finales
| 9 août 2024 16h30 | Allemagne | 25 – 24      | Espagne          | Stade Pierre-Mauroy, Villeneuve-d'Ascq Affluence : 22 745 Arbitrage : Nachevski, Nikolov |
| 9 août 2024 16h30 | Uščins 6  | (12 - 12)    | Fernández (es) 5 | Stade Pierre-Mauroy, Villeneuve-d'Ascq Affluence : 22 745 Arbitrage : Nachevski, Nikolov |
| 9 août 2024 16h30 | ×1        | Olympics IHF | ×1               | Stade Pierre-Mauroy, Villeneuve-d'Ascq Affluence : 22 745 Arbitrage : Nachevski, Nikolov |

| 9 août 2024 21h30 | Slovénie            | 30 – 31      | Danemark    | Stade Pierre-Mauroy, Villeneuve-d'Ascq Affluence : 22 329 Arbitrage : Horáček, Novotný |
| 9 août 2024 21h30 | Bombač, Vlah (en) 7 | (10 - 15)    | M. Landin 6 | Stade Pierre-Mauroy, Villeneuve-d'Ascq Affluence : 22 329 Arbitrage : Horáček, Novotný |
| 9 août 2024 21h30 | ×3                  | Olympics IHF | ×1          | Stade Pierre-Mauroy, Villeneuve-d'Ascq Affluence : 22 329 Arbitrage : Horáček, Novotný |

#### Match pour la médaille de bronze
| 11 août 2024 9h00 | Espagne | 23 – 22      | Slovénie  | Stade Pierre-Mauroy, Villeneuve-d'Ascq Affluence : 17 242 Arbitrage : Hansen, Jesper |
| 11 août 2024 9h00 | Gómez 5 | (12 - 12)    | Dolenec 6 | Stade Pierre-Mauroy, Villeneuve-d'Ascq Affluence : 17 242 Arbitrage : Hansen, Jesper |
| 11 août 2024 9h00 | ×2      | Olympics IHF | ×3        | Stade Pierre-Mauroy, Villeneuve-d'Ascq Affluence : 17 242 Arbitrage : Hansen, Jesper |

#### Finale
| 11 août 2024 13h30 | Allemagne | 26 – 39      | Danemark  | Stade Pierre-Mauroy, Villeneuve-d'Ascq Affluence : 27 328 Arbitrage : Lah, Sok |
| 11 août 2024 13h30 | Knorr 6   | (12 - 21)    | Gidsel 11 | Stade Pierre-Mauroy, Villeneuve-d'Ascq Affluence : 27 328 Arbitrage : Lah, Sok |
| 11 août 2024 13h30 | ×1        | Olympics IHF | ×1        | Stade Pierre-Mauroy, Villeneuve-d'Ascq Affluence : 27 328 Arbitrage : Lah, Sok |

## Classement final
Le classement final est :
| Rang                                | Équipe    | J | V | N | D | Bp  | Bc  | Diff | Commentaire                   |  |
| ----------------------------------- | --------- | - | - | - | - | --- | --- | ---- | ----------------------------- |  |
| Médaille d'or, Jeux olympiques      | Danemark  | 8 | 8 | 0 | 0 | 267 | 220 | +47  | Vainqueur de la finale        |  |
| Médaille d'argent, Jeux olympiques  | Allemagne | 8 | 6 | 0 | 2 | 248 | 241 | +7   | Perdant de la finale          |  |
| Médaille de bronze, Jeux olympiques | Espagne   | 8 | 5 | 0 | 3 | 227 | 223 | +4   | Vainqueur de la petite finale |  |
| 4                                   | Slovénie  | 8 | 4 | 0 | 4 | 225 | 224 | +1   | Perdant de la petite finale   |  |
|                                     |           |   |   |   |   |     |     |      |                               |  |
| 5                                   | Égypte    | 6 | 3 | 1 | 2 | 176 | 169 | +7   | Éliminés en quart de finale   |  |
| 6                                   | Norvège   | 6 | 3 | 0 | 3 | 167 | 169 | −2   | Éliminés en quart de finale   |  |
| 7                                   | Suède     | 6 | 3 | 0 | 3 | 189 | 171 | +18  | Éliminés en quart de finale   |  |
| 8                                   | France    | 6 | 2 | 1 | 3 | 163 | 166 | −3   | Éliminés en quart de finale   |  |
|                                     |           |   |   |   |   |     |     |      |                               |  |
| 9                                   | Croatie   | 5 | 2 | 0 | 3 | 148 | 156 | −8   | 5es de groupe                 |  |
| 10                                  | Hongrie   | 5 | 1 | 0 | 4 | 137 | 138 | −1   | 5es de groupe                 |  |
|                                     |           |   |   |   |   |     |     |      |                               |  |
| 11                                  | Japon     | 5 | 0 | 0 | 5 | 143 | 173 | −30  | 6es de groupe                 |  |
| 12                                  | Argentine | 5 | 0 | 0 | 5 | 131 | 171 | −40  | 6es de groupe                 |  |

## Statistiques et récompenses

### Équipe-type
| Landin Fernández Jørgensen Janc Pytlick Knorr Uščins Meilleur joueur : Gidsel Meilleur buteur : Gidsel , 62 buts Meilleure gardien : Mikler , 39,7 %             |
| Équipe-type des Jeux olympiques 2024 |
| · Landin · Fernández · Jørgensen · Janc · Pytlick · Knorr · Uščins Meilleur joueur : Gidsel Meilleur buteur : Gidsel, 62 buts Meilleure gardien : Mikler, 39,7 % |

L'équipe-type du tournoi, appelée aussi « all star team », a été désignée après la finale le 11 août 2024 :
- Meilleur joueur (MVP) : Mathias Gidsel ( Danemark)
- Meilleur gardien de but : Niklas Landin Jacobsen ( Danemark)
- Meilleur ailier gauche : Daniel Fernández (en) ( Espagne)
- Meilleur arrière gauche : Simon Pytlick ( Danemark)
- Meilleur demi-centre : Juri Knorr ( Allemagne)
- Meilleur pivot : Lukas Jørgensen ( Danemark)
- Meilleur arrière droit : Renārs Uščins ( Allemagne)
- Meilleur ailier droit : Blaž Janc ( Slovénie)

### Meilleurs buteurs
Au terme de la compétition, les meilleurs buteurs sont :
| Rang | Joueur          | Équipe    | Buts | Tirs | %      | 7m    | MJ | Moy. |
| ---- | --------------- | --------- | ---- | ---- | ------ | ----- | -- | ---- |
| 1    | Mathias Gidsel  | Danemark  | 62   | 83   | 74,7 % | -     | 8  | 7,8  |
| 2    | Aleks Vlah (en) | Slovénie  | 56   | 87   | 64,4 % | 8/10  | 8  | 7,0  |
| 3    | Simon Pytlick   | Danemark  | 54   | 79   | 68,4 % | -     | 8  | 6,8  |
| 4    | Renārs Uščins   | Allemagne | 52   | 76   | 68,4 % | 3/4   | 8  | 6,5  |
| 5    | Aleix Gómez     | Espagne   | 48   | 61   | 78,7 % | 19/22 | 8  | 6,0  |
| 6    | Blaž Janc       | Slovénie  | 43   | 58   | 74,1 % | -     | 8  | 5,4  |
| 7    | Johannes Golla  | Allemagne | 37   | 47   | 78,7 % | -     | 8  | 4,6  |
| 7    | Dika Mem        | France    | 37   | 60   | 61,7 % | -     | 6  | 6,2  |
| 9    | Hugo Descat     | France    | 34   | 45   | 75,6 % | 15/18 | 6  | 5,7  |
| 10   | Juri Knorr      | Allemagne | 33   | 52   | 63,5 % | 0/1   | 8  | 4,1  |

### Meilleurs gardiens de but
Au terme de la compétition, les meilleurs gardiens de but sont :
| Rang | Joueur                  | Équipe    | %       | Arrêts | Tirs | MJ | Moy. |
| ---- | ----------------------- | --------- | ------- | ------ | ---- | -- | ---- |
| 1    | Roland Mikler           | Hongrie   | 39,7 %  | 23     | 58   | 2  | 11,5 |
| 2    | Vincent Gérard          | France    | 35,4 %  | 68     | 192  | 6  | 11,3 |
| 3    | Tobias Thulin (en)      | Suède     | 34,3 %  | 35     | 102  | 6  | 5,8  |
| 4    | Dominik Kuzmanović      | Croatie   | 32,75 % | 56     | 171  | 5  | 11,2 |
| 5    | Gonzalo Pérez de Vargas | Espagne   | 32,67 % | 82     | 251  | 8  | 10,3 |
| 6    | Rodrigo Corrales        | Espagne   | 32,43 % | 24     | 74   | 8  | 3,0  |
| 7    | Mohamed Aly             | Égypte    | 32,39 % | 46     | 142  | 6  | 7,7  |
| 8    | Klemen Ferlin (en)      | Slovénie  | 31,6 %  | 56     | 177  | 7  | 8,0  |
| 9    | Andreas Wolff           | Allemagne | 31,4 %  | 66     | 210  | 8  | 8,3  |
| 10   | Andreas Palicka         | Suède     | 31,3 %  | 46     | 147  | 6  | 7,7  |

## Couverture médiatique et affluence

### Couverture médiatique
La charte olympique stipule que « Le CIO prend toutes les mesures nécessaires afin d'assurer aux Jeux olympiques la couverture la plus complète par les différents moyens de communication et d'information ainsi que l'audience la plus large possible dans le monde ». De plus la retransmission des Jeux olympiques est le moteur principal du financement du Mouvement olympique et des Jeux olympiques, de la croissance de sa popularité mondiale, ainsi que de la représentation mondiale et de la promotion des Jeux olympiques et des valeurs olympiques.

### Ouvrage de référence
- « V. Jeux Olympiques », dans Règlement pour les compétitions de l'IHF (handball en salle), Fédération internationale de handball, 12 août 2023, 103 p. (lire en ligne [PDF]), p. 76 à 85.

1. ↑  2.3 Évaluation des matchs et détermination des places, p. 82.
2. ↑  2.3.4 Équipes classées 5e à 8e, p. 83.
3. ↑  2.3.3 Équipes classées 9e à 12e, p. 83.
4. ↑  1.4. Inscription des équipes, p. 79.
5. ↑  1.3 Tirage au sort, p. 78.